# A Ghost Story
A Ghost Story (no Brasil, Sombras da Vida) é um filme de drama americano de 2017 escrito e dirigido por David Lowery. Estrelado por Casey Affleck e Rooney Mara, o longa estreou no Festival Sundance de Cinema em 22 de janeiro de 2017 e foi lançado nos cinemas norte-americanos pela A24 no dia 7 de julho do mesmo ano.

## Sinopse
Um homem recém-falecido (Casey Affleck) retorna como fantasma para sua casa com a intenção de consolar sua esposa (Rooney Mara). Em sua nova forma espectral, invisível para os mortais, ele percebe que não é afetado pelo tempo, sendo condenado a ser um mero espectador da vida que antes lhe pertencia, ao lado da mulher que amava. O fantasma inicia uma jornada pelas memórias e histórias, enfrentando perguntas eternas sobre a vida e a existência.

## Elenco
- Casey Affleck - "C"
- Rooney Mara - "M"
- Will Oldham - Prognosticador
- Sonia Acevedo - Maria
- Rob Zabrecky - "Pioneiro"
- Liz Franke - Linda
- Grover Coulson - Cadeirante
- Kenneisha Thompson - Doutora
- Barlow Jacobs - "Gentleman caller"
- McColm Sephas Jr. - Garoto
- Kesha - "Spirit girl"

## Recepção
No agregador de críticas Rotten Tomatoes, o filme tem uma taxa de aprovação de 91% com base em 280 comentários dos críticos. O consenso crítico do site diz: "A Ghost Story habilmente administra seus temas ambiciosos por meio de uma exploração inventiva, artística e, em última análise, comovente do amor e da perda." No Metacritic, que atribui uma classificação média às críticas, o filme tem uma pontuação de 84 de 100, com base em 46 críticos, indicando "aclamação universal".